# Ulvi (Vinni)
Ulvi (Duits: Oerthen) is een plaats in de Estlandse gemeente Vinni, provincie Lääne-Virumaa. De plaats heeft 261 inwoners (2021) en heeft de status van dorp (Estisch: küla).
In de jaren 1992–2017 was Ulvi de hoofdplaats van de gemeente Rägavere. Deze gemeente ging in 2017 op in de gemeente Vinni.
De rivier Kunda loopt door Ulvi.

## Geschiedenis
Het landgoed van Ulvi, dat voor het eerst genoemd werd in 1489, was eerst eigendom van de familie Clapier de Colongue en later van de familie von Winkler, beide adellijk. In de jaren 1880 kreeg het bijbehorende landhuis een uitbouw van twee verdiepingen en een toren. Het landhuis is in gebruik geweest als gemeentehuis van de gemeente Rägavere en dient nu als gemeenschapshuis.

## Foto’s

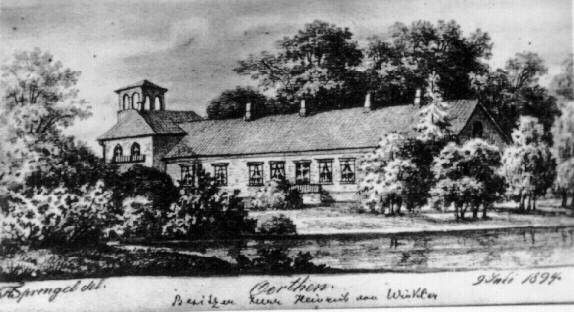
Het landhuis van Ulvi anno 1894
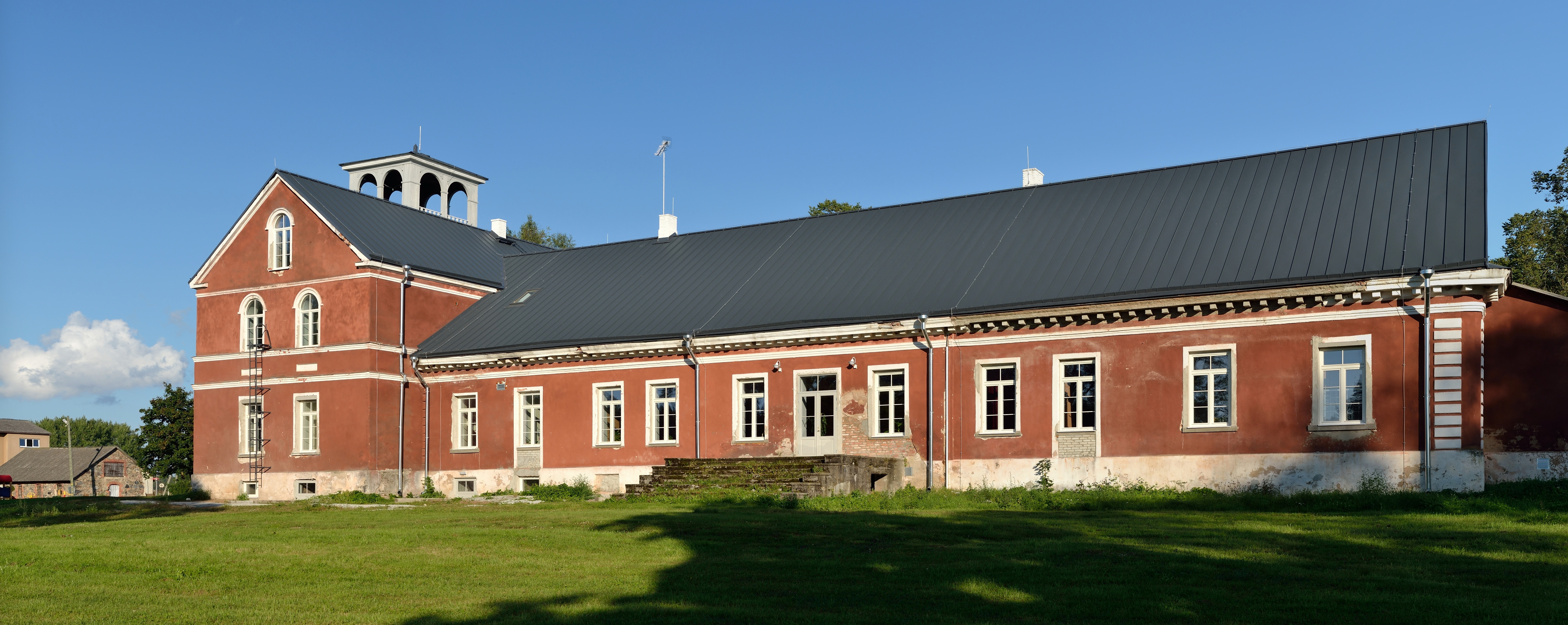
Het landhuis van Ulvi anno 2012
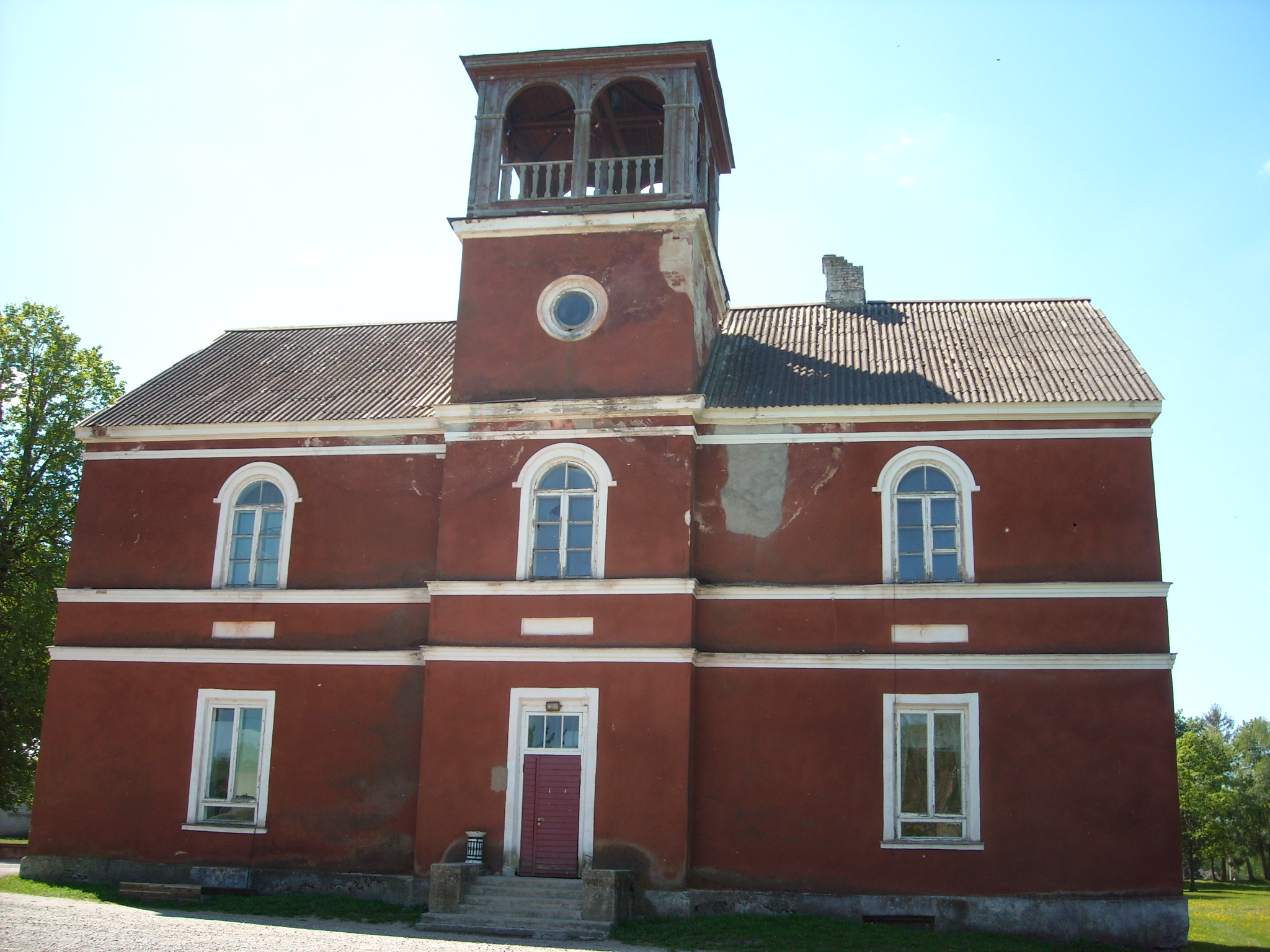
De ingang van het landhuis